# Constance Doukas
Constance Doukas (en grec byzantin Κωνστάντιος Δούκας [Konstantios Dukas], né en 1060 et mort le 18 octobre 1081, est un des fils de l'empereur Constantin X Doukas et frère de son successeur, l'empereur Michel VII Doukas. Il fut nommé co-empereur dès sa naissance. Lorsque Michel VII Doukas fut destitué en 1078, il devait succéder à celui-ci, mais ne put s'affirmer contre Nicéphore III Botaniatès ; il dut alors se faire moine dans les Îles des Princes. Rappelé par Alexis Ier Comnène, il commande les troupes byzantines contre les Normands lorsqu'il périt devant Dyrrachium en 1081.

## Origines
Constance Doukas appartenait à l'une des familles aristocratiques les plus anciennes de Byzance, celle des Doukas. Ce patronyme apparaît au milieu du IXe siècle lorsqu'un certain Andronic, militaire de carrière, auparavant domestique des Scholes (général en chef des troupes impériales) en 904, reçut le titre de doux (gouverneur militaire), qualificatif qui se transforma en nom de famille : Doukas. Les domaines qui leur appartenaient sont alors situés en Paphlagonie. On les retrouve près d’un siècle plus tard un peu plus à l’ouest, en Bithynie, mais la famille possédait également des terres en Thrace et en Macédoine.
Le père de Constance était Constantin X Doukas (1006-1067), empereur de 1059 à 1067. Sa mère était Eudocie Makrembolitissa (1021-1096), qui assuma la régence en 1067 et en 1071. Après la mort de Constantin, celle-ci avait épousé en secondes noces Romain Diogène, empereur de 1068 à 1071 sous le nom de Romain IV.

## Co-empereur sous son père
Bien qu’il ait été le quatrième fils de Constantin X (voir généalogie ci-après), il fut le seul à naitre dans la salle réservée aux accouchements impériaux et put dès lors porter le titre honorifique de « porphyrogénète » (né dans la pourpre), honneur considéré comme plus élevé que celui d'être l'ainé. Dès sa naissance, Constance fut proclamé coempereur, à l’instar de son frère Michel, l’héritier présomptif.
Psellos dira de lui : « Ce prince n’a pas la pensée prompte, mais concentré en lui-même, il a tout l’air d’un sophroniste. Il est, d’ordinaire, éveillé, et il a, quand il le faut, la langue un peu vive à la parole.[…] Pour la pénétration d’esprit, c’est un vieillard à cheveux blancs. […] Homme de libéralité moyenne, il n’a ni la main renversée pour offrir, ni les doigts fermés pour retenir ».

## Co-empereur sous Romain IV
En 1067, Constance n’avait que sept ans lorsque son père, le basileus Constantin X, mourut. L’héritier présomptif du trône, Michel, étant également mineur, sa mère, l’impératrice Eudocie Makrembolitissa, assuma la régence assistée de Michel Psellos, moine, homme d’État et écrivain et du césar Jean Doukas, frère de l’empereur défunt et chef de la maison des Doukas.
La sécurité de l’empire était alors gravement menacée : d’une part, les Turcs seldjoukides, qui s’étaient emparés de Césarée et avaient pillé la région d’Antioche, mettaient en péril l’ensemble des possessions byzantines en Anatolie ; d’autre part, les derniers empereurs, en particulier Constantin X, avaient laissé l’armée byzantine, autrefois toute-puissante, s’affaiblir. Réalisant à quel point elle avait besoin d’un militaire capable de redresser l’armée et de faire face aux invasions turques, l’impératrice Eudocie réussit à convaincre le patriarche Jean Xiphilinos de la délier du serment qu’elle avait fait à son époux de ne pas se remarier, et, bien plus, de se prononcer publiquement en faveur d’un deuxième mariage pour le salut de l’État. En dépit des avis de la noblesse de cour qui ne voulait pas voir la noblesse militaire reprendre le pouvoir, elle épousa le général Romain Diogène. Issu d’une ancienne famille de l’aristocratie militaire alliée à la plupart des autres grandes familles d’Asie Mineure, grand propriétaire terrien en Cappadoce, celui-ci avait commencé sa carrière sur la frontière danubienne et avait rapidement gravi les échelons de la hiérarchie militaire avant de devenir gouverneur de Sardica. Il avait toutefois été accusé et convaincu d’avoir voulu s’emparer du trône aux dépens des enfants de Constantin X et attendait, en prison, le jugement de l’impératrice. Il dut être considérablement surpris lorsqu’il comparut devant elle d’apprendre que non seulement l’impératrice désirait l’épouser, mais qu’elle voulait également en faire le protecteur des jeunes coempereurs.
Romain IV Diogène régna ainsi de 1068 à 1071, se consacrant à mettre un terme au déclin de la puissance militaire byzantine et à lutter contre les incursions turques dans l’empire. Il écarta progressivement du pouvoir et l’impératrice et ses conseillers politiques, reléguant à l’arrière-plan les deux jeunes coempereurs  ainsi que leur frère Andronic (pourtant né avant Constance). Ce dernier devait être promu coempereur par Romain IV en 1068, probablement pour afficher en public son respect pour les successeurs légitimes de Constantin X alors que l’impératrice donnait deux nouveaux héritiers mâles à Romain IV (Léon et Nicéphore), ce qui aurait pu compromettre la succession au sein de la maison des Doukas.
En trois ans, Romain IV se rendit impopulaire à l’intérieur par une série de réformes heurtant presque toutes les couches de la société. En politique étrangère, il subit une écrasante défaite aux mains des Turcs à Manzikert le 26 août 1071 et fut fait prisonnier. La consternation fut vive à Constantinople où la faction opposée à Romain IV décida de profiter de la situation pour passer à l’action. Le césar Jean Doukas revint en hâte de Bithynie où Romain IV l’avait exilé avant son départ. Avec Michel Psellos, il força l’impératrice Eudocie à se retirer dans un couvent ; puis les deux hommes obligèrent le coempereur Michel VII à prononcer la déchéance de son père et refusèrent de ratifier l’accord intervenu entre Romain et Alp Arslan.

## Co-empereur sous Michel VII
Si Constantin X avait fait promettre à son épouse de ne pas se remarier, c’est probablement qu’il appréhendait que les droits au trône de son fils Michel VII, dont la faiblesse de caractère s’était révélée tout jeune, ne fussent pas respectés,. Celui-ci fut toutefois couronné empereur le 24 octobre 1071. Son bref règne (octobre 1071 - mars 1078) montra à quel point étaient justifiées les craintes à son égard. En politique étrangère, la défaite de Manzikert coïncida avec la perte de Bari aux mains des Normands, seule possession byzantine restant en Italie, alors que la domination byzantine dans les Balkans était ébranlée et que le prince Michel de Zéta recevait de Rome la couronne royale. La crise extérieure se doublait d’une grave crise économique, les prix montant en flèche au point qu’une monnaie d’or n’achetait plus qu’un médimne de blé « moins un pinakion (παρά πινάκιον) », ce qui valut à Michel VII son surnom de Parapinakion,,.
De nombreuses révoltes éclatèrent alors, entre autres celle de Roussel de Bailleul, chef des mercenaires normands, qui finit par être capturé par les Turcs à la demande des Byzantins et remis au général Alexis Comnène, le futur Alexis Ier. Finalement, en 1077, deux autres révoltes éclatèrent : une en Europe, dirigée par Nicéphore Bryenne, le duc de Dyrrachium, et une autre en Asie dirigée par Nicéphore Botaniatès, le stratège du thème des Anatoliques. Ce dernier fut proclamé empereur par ses troupes en janvier 1078 et marcha immédiatement sur Constantinople. Lorsqu’il se fut emparé de Nicée, au mois de mars, une révolution de palais eut lieu dans la capitale où le patriarche d’Antioche, réfugié à Constantinople, ainsi qu’un groupe de sénateurs et de métropolites d’Asie Mineure prirent la tête d’un mouvement visant à renverser le gouvernement. Le 24 mars, l’un des conjurés tenta de convaincre le césar Jean Doukas de se mettre à leur tête. Devant le refus de celui-ci, les conspirateurs se rendirent le lendemain à Sainte-Sophie d’où ils allèrent libérer les prisonniers et menacer les hauts fonctionnaires de représailles s’ils ne se joignaient pas à eux.

## Empereur désigné, puis moine
Alexis Comnène tenta de convaincre Michel VII de mettre fin à l’émeute en faisant intervenir la garde varègue. Devant le refus de l’empereur qui se refugia au palais des Blachernes avec son épouse Marie d’Alanie et leurs fils Constantin, Alexis se rendit auprès de l’héritier présomptif : Constance. Mais devant l’hostilité de la foule qui entourait le palais, Constance réalisa l’inutilité de toute résistance et pria Alexis de l’accompagner chez Nicéphore Botaniatès qui attendait de l’autre côté du Bosphore pour lui jurer fidélité. Il ne restait plus à Michel VII qu’à abdiquer le 3 avril 1078 et à se retirer au monastère du Studion où il devait mourir quelques années plus tard,,. Dès son entrée à Constantinople, Botaniatès 
reçut les insignes impériaux et fut couronné sous le nom de Nicéphore III le 2 juillet,. Il contraignit le malheureux Constance à se faire moine et l’exila sur les Iles des Princes dans la mer de Marmara.

## Général sous AlexisIer
Constance n’était toutefois pas destiné à y finir ses jours. L’année où il fut banni, sa nièce, Irène Doukas, épousa le général Alexis Comnène. Cette alliance matrimoniale valut aux Comnène l’appui des Doukas lorsque, en 1081, Alexis força Nicéphore III Botaniatès à abdiquer.
Arrivé au pouvoir, Alexis Ier annula l’ordre d’exil de Constance et lui transmit le commandement de troupes aux frontières occidentales de l’empire, alors menacées par le Normand Robert de Hauteville, dit Robert Guiscard, lequel, après avoir conquis les possessions byzantines en Italie, entretenait des visées sur l’Empire byzantin. Robert Guiscard prit comme prétexte la déposition de Michel VII et le fait que ce dernier lui avait proposé en 1074 de fiancer son propre fils, Constantin à la fille de Guiscard, Olympie (renommée Hélène à son arrivée à Constantinople),. Après avoir conquis Corfou, Robert Guiscard mit le siège devant Dyrrachium. C’est au cours d’une bataille devant les murs de la ville que Constance, commandant un détachement sous les ordres de Georges Paléologue, devait périr le 18 octobre 1081,.

## Postérité
On ignore si Constance eut des enfants ou fut même marié.

## Généalogie
La généalogie suivante peut être tracée à partir d'Andronic Doukas :
- Andronic Doukas
  - Constantin X Doukas + Eudocie Makrembolitissa
    - Michel VII Doukas + Marie d'Alanie
      - Constantin Doukas, fiancé à Anne Comnène

    - Un fils
    - Andronic Doukas, coempereur
    - Constance Doukas, coempereur
    - Anne
    - Théodora + Domenico Selvo
    - Zoé + Adrien Comnène

  - Jean Doukas, césar + Irène Pegonitissa
    - Andronic, domestique des Scholes + Marie, fille de Trajian de Bulgarie
      - Michel, protostrator
        - Irène (?)
        - Constantin, gouverneur de Vardaros
        - Enfant dont le nom est inconnu
        - Une fille + Jean, neveu d’Alexis Ier

      - Jean, mega dux
      - Irène Doukaina + Alexis Ier Comnène
      - Anne + Georges Paléologue
      - Théodora

    - Constantin Doukas, protostrator
      - Un fils + fille d’Isaac Comnène, sebastokrator
        - Zoé + Georges Botaneiatès